# Thecla watsoni
Thecla watsoni är en fjärilsart som beskrevs av Huntington 1932. Thecla watsoni ingår i släktet Thecla och familjen juvelvingar. Inga underarter finns listade i Catalogue of Life.